# Nuoto ai campionati mondiali di nuoto 2025 - 400 metri stile libero femminili
La gara di nuoto dei 400 metri stile libero femminili dei campionati mondiali di nuoto 2025 è stata disputata il 27 luglio 2025 presso il Singapore Sports Hub di Singapore. Vi hanno preso parte 30 atlete provenienti da 23 nazioni.
La competizione è stata vinta dalla nuotatrice canadese Summer McIntosh, mentre l'argento e il bronzo sono andati rispettivamente alla cinese Li Bingjie e alla statunitense Katie Ledecky.

## Podio
| Posizione | Atleta          | Nazionalità |
| --------- | --------------- | ----------- |
| Oro       | Summer McIntosh | Canada      |
| Argento   | Li Bingjie      | Cina        |
| Bronzo    | Katie Ledecky   | Stati Uniti |

## Programma
| Data           | Ora (UTC+3) | Turno    |
| -------------- | ----------- | -------- |
| 27 luglio 2025 | 05:40       | Batterie |
| 27 luglio 2025 | 13:32       | Finale   |

## Record
Prima della competizione il record del mondo e il record dei campionati erano i seguenti:
| Record mondiale       | 3'54"18 | Summer McIntosh Canada   | 7 giugno 2025 Victoria, Canada   |
| Record dei campionati | 3'55"38 | Ariarne Titmus Australia | 23 luglio 2023 Fukuoka, Giappone |

### Batterie
| Posizione | Batteria | Corsia | Atleta                                    | Nazionalità                 | Tempo   | Note             |
| --------- | -------- | ------ | ----------------------------------------- | --------------------------- | ------- | ---------------- |
| 1         | 3        | 4      | Katie Ledecky                             | Stati Uniti                 | 4'01"04 | Q                |
| 2         | 4        | 5      | Lani Pallister                            | Australia                   | 4'02"36 | Q                |
| 3         | 4        | 4      | Summer Mcintosh                           | Canada                      | 4'03"11 | Q                |
| 4         | 3        | 5      | Bingjie Li                                | Cina                        | 4'03"11 | Q                |
| 5         | 3        | 6      | Peiqi Yang                                | Cina                        | 4'03"36 | Q                |
| 6         | 4        | 2      | Jamie Perkins                             | Australia                   | 4'04"39 | Q                |
| 7         | 4        | 6      | Isabel Gose                               | Germania                    | 4'05"07 | Q                |
| 8         | 4        | 7      | Maya Werner                               | Germania                    | 4'06"75 | Q                |
| 9         | 3        | 2      | Maria Fernanda De Oliveira Da Silva Costa | Brasile                     | 4'07"32 |                  |
| 10        | 3        | 1      | Sofia Diakova                             | Atleti Individuali Neutrali | 4'08"65 |                  |
| 11        | 3        | 7      | Miyu Namba                                | Giappone                    | 4'08"72 |                  |
| 12        | 3        | 0      | Ichika Kajimoto                           | Giappone                    | 4'08"79 |                  |
| 13        | 2        | 5      | Ching Hwee Gan                            | Singapore                   | 4'09"81 | Record nazionale |
| 14        | 4        | 1      | Eve Thomas                                | Nuova Zelanda               | 4'10"10 |                  |
| 15        | 4        | 9      | Francisca Soares Martins                  | Portogallo                  | 4'10"16 |                  |
| 16        | 4        | 8      | Gabrielle Roncatto                        | Brasile                     | 4'10"37 |                  |
| 17        | 4        | 0      | Ella Jansen                               | Canada                      | 4'11"01 |                  |
| 18        | 2        | 3      | Heekyung Park                             | Corea del Sud               | 4'12"86 |                  |
| 19        | 3        | 8      | Anastasiia Kirpichnikova                  | Francia                     | 4'13"92 |                  |
| 20        | 3        | 9      | Bettina Fábián                            | Ungheria                    | 4'14"31 |                  |
| 21        | 2        | 8      | Thilda Haell                              | Svezia                      | 4'16"07 |                  |
| 22        | 2        | 2      | Delfina Dini                              | Argentina                   | 4'16"81 |                  |
| 23        | 2        | 4      | Camille Henveaux                          | Belgio                      | 4'16"93 |                  |
| 24        | 1        | 4      | Sasha Gatt                                | Malta                       | 4'19"36 |                  |
| 25        | 2        | 6      | Enkhkhuslen Batbayar                      | Mongolia                    | 4'19"80 |                  |
| 26        | 2        | 7      | Maria Victoria Yegres Cottin              | Venezuela                   | 4'20"02 |                  |
| 27        | 2        | 1      | Hannah Robertson                          | Sudafrica                   | 4'22"69 |                  |
| 28        | 1        | 5      | Kyra Rabess                               | Isole Cayman                | 4'23"08 | Record nazionale |
| 29        | 1        | 3      | Jehanara Nabi                             | Pakistan                    | 4'35"88 |                  |
| -         | 4        | 3      | Claire Weinstein                          | Stati Uniti                 | dns     | dns              |
| -         | 3        | 3      | Erika Fairweather                         | Nuova Zelanda               | dq      | dq               |

### Finale
| Posizione | Corsia | Atleta          | Nazionalità | Tempo   | Note            |
| --------- | ------ | --------------- | ----------- | ------- | --------------- |
| Oro       | 6      | Summer McIntosh | Canada      | 3'56"26 |                 |
| Argento   | 3      | Li Bingjie      | Cina        | 3'58"21 | Record asiatico |
| Bronzo    | 4      | Katie Ledecky   | Stati Uniti | 3'58"49 |                 |
| 4         | 5      | Lani Pallister  | Australia   | 3'58"87 |                 |
| 5         | 1      | Isabel Gose     | Germania    | 4'02"90 |                 |
| 6         | 7      | Jamie Perkins   | Australia   | 4'03"20 |                 |
| 7         | 2      | Peiqi Yang      | Cina        | 4'06"47 |                 |
| 8         | 8      | Maya Werner     | Germania    | 4'09"38 |                 |